# 2014 a filmművészetben
2014 a filmművészetben a 2014-es év fontosabb filmes eseményeit tartalmazza az alábbiak szerint:

## Események
- január 13. – átadják a kaliforniai Beverly Hillsben a 2014-es Golden Globe-díjakat. A nyertesek között volt Cate Blanchett, Matthew McConaughey, Amy Adams és Leonardo DiCaprio.[1]

## Sikerfilmek
| #  | cím                                         | stúdió                              | összbevétel    | észak-amerikai bevétel | gyártási költség |
| -- | ------------------------------------------- | ----------------------------------- | -------------- | ---------------------- | ---------------- |
| 1  | Transformers: A kihalás kora                | Paramount Pictures                  | $1 087 404 499 | $245 439 076           | $210 millió      |
| 2  | A hobbit: Az öt sereg csatája               | Metro-Goldwyn-Mayer/Warner Bros.    | $787 477 115   | $239 677 115           | N/A              |
| 3  | A galaxis őrzői                             | Marvel Studios/Buena Vista          | $772 679 971   | $333 079 290           | $170 millió      |
| 4  | Demóna                                      | Buena Vista/Walt Disney Pictures    | $757 752 378   | $241 410 378           | $180 millió      |
| 5  | X-Men: Az eljövendő múlt napjai             | 20th Century Fox                    | $748 121 534   | $233 921 534           | $200 millió      |
| 6  | Amerika Kapitány: A tél katonája            | Marvel Studios/Walt Disney Pictures | $714 083 572   | $259 766 572           | $170 millió      |
| 7  | A csodálatos Pókember 2.                    | Columbia Pictures                   | $708 982 323   | $202 853 933           | N/A              |
| 8  | A majmok bolygója: Forradalom               | 20th Century Fox                    | $708 835 589   | $208 545 589           | $170 millió      |
| 9  | Az éhezők viadala: A kiválasztott – 1. rész | Lionsgate                           | $706 561 3152  | $330 643 639           | $125 millió      |
| 10 | Csillagok között                            | Paramount Pictures                  | $662 578 526   | $185 228 526           | $165 millió      |

### Sikerfilmek Magyarországon
Forrás: Box Office Mojo - Hungary Yearly Box Office 

| #   | Cím                                         | forgalmazó    | összbevétel | megjelenés    |
| --- | ------------------------------------------- | ------------- | ----------- | ------------- |
| 1.  | A hobbit: Az öt sereg csatája               | Fórum Hungary | $2 196 925  | december 18.  |
| 2.  | Így neveld a sárkányodat 2.                 | InterCom Zrt. | $1 934 257  | június 19.    |
| 3.  | Transformers: A kihalás kora                | UIP Duna      | $1 629 275  | június 26.    |
| 4.  | A galaxis őrzői                             | Fórum Hungary | $1 625 312  | augusztus 14. |
| 5.  | Az éhezők viadala: A kiválasztott – 1. rész | Fórum Hungary | $1 379 196  | november 20.  |
| 6.  | Csillagok között                            | InterCom Zrt. | $1 363 360  | november 6.   |
| 7.  | Rio 2.                                      | InterCom Zrt. | $1 361 075  | április 10.   |
| 8.  | A Madagaszkár pingvinjei                    | InterCom Zrt. | $1 200 609  | november 27.  |
| 9.  | A csajok bosszúja                           | InterCom Zrt. | $1 157 744  | április 24.   |
| 10. | Lucy                                        | UIP Duna      | $1 129 685  | augusztus 7.  |

## Filmbemutatók Magyarországon

### Január
| Dátum | Film címe                                                     | Eredeti cím                               | Filmstúdió | Rendező                     | Főszereplők                                           |
| ----- | ------------------------------------------------------------- | ----------------------------------------- | ---------- | --------------------------- | ----------------------------------------------------- |
| 2.    | 12 év rabszolgaság                                            | 12 Years a Slave                          |            | Steve McQueen               | Brad Pitt, Chiwetel Ejiofor, Benedict Cumberbatch     |
| 2.    | Vágyak szerelmesei                                            | Thanks for Sharing                        |            | Stuart Blumberg             | Gwyneth Paltrow, Mark Ruffalo, Tim Robbins            |
| 2.    | Csodabogarak – Az elveszett hangyák völgye                    | Minuscule – La vallée des fourmis perdues |            | Héléne Giraud, Thomas Szabo | -                                                     |
| 2.    | Csókok és gólok                                               | La gran familia espanola                  |            | Daniel Sánchez Arévalo      | Verónica Echegui, Antonio de la Torre, Quim Gutiérrez |
| 9.    | Mars – Az utolsó napok                                        | The Last Days on Mars                     |            | Ruairi Robinson             | Liev Schreiber, Romola Garai, Elias Koteas            |
| 9.    | Franciadrazsék, avagy francia Borat robbantani Eiffel-torony! | Vive la France                            |            | Michaël Youn                | José Garcia, Michaël Youn, Isabelle Funaro            |
| 9.    | Attila legendája                                              | Attila legendája                          |            | Mihalovics Sándor György    | Mikula Dániel, Nádi Csaba, Fésü János                 |
| 9.    | Street Dance – All Stars                                      | All Stars                                 |            | Ben Gregor                  | Theo Stevenson, Akai Osei-Mansfield, Ashley Jensen    |
| 16.   | A nimfomániás, 1. rész                                        | Nymphomaniac                              |            | Lars von Trier              | Charlotte Gainsbourg, Stellan Skarsgård, Stacy Martin |
| 16.   | Jack Ryan: Árnyékügynök                                       | Jack Ryan: Shadow Recruit                 |            | Kenneth Branagh             | Chris Pine, Keira Knightley, Kenneth Branagh          |
| 16.   | Augusztus Oklahomában                                         | August: Osage County                      |            | John Wells                  | Benedict Cumberbatch, Abigail Breslin, Ewan McGregor  |
| 23.   | Amerikai botrány                                              | American Hustle                           |            | David O. Russell            | Jennifer Lawrence, Christian Bale, Amy Adams          |
| 23.   | Én, Frankenstein                                              | I, Frankenstein                           |            | Stuart Beattie              | Jai Courtney, Yvonne Strahovski, Aaron Eckhart        |
| 23.   | A futurológiai kongresszus                                    | The Congress                              |            | Ari Folman                  | Robin Wright, Harvey Keitel, Jon Hamm                 |
| 23.   | A mogyoró-meló                                                | The Nut Job                               |            | Peter Lepeniotis            | Will Arnett, Will Arnett, Liam Neeson                 |
| 23.   | Magyar retró 2.                                               | Magyar retró 2.                           |            | Papp Gábor Zsigmond         |                                                       |
| 30.   | Banks úr megmentése                                           | Saving Mr. Banks                          |            | John Lee Hancock            | Tom Hanks, Colin Farrell, Ruth Wilson                 |
| 30.   | A német doktor                                                | Wakolda                                   |            | Lucía Puenzo                | Natalia Oreiro, Alex Brendemühl, Diego Peretti        |
| 30.   | Herkules legendája                                            | Hercules: The Legend Begins               |            | Renny Harlin                | Kellan Lutz, Gaia Weiss, Scott Adkins                 |
| 30.   | A könyvtolvaj                                                 | The Book Thief                            |            | Brian Percival              | Emily Watson, Sophie Nélisse, Kirsten Block           |
| 30.   | Behálózva                                                     | Closed Circuit                            |            | John Crowley                | Kate Lock, Katherine Press, Patrick Warner            |

### Február
| Dátum | Film címe                | Eredeti cím                | Filmstúdió | Rendező                     | Főszereplők                                           |
| ----- | ------------------------ | -------------------------- | ---------- | --------------------------- | ----------------------------------------------------- |
| 6.    | A túlélő                 | Lone Survivor              |            | Peter Berg                  | Mark Wahlberg, Taylor Kitsch, Emile Hirsch            |
| 6.    | A nő                     | Her                        |            | Spike Jonze                 | Scarlett Johansson, Joaquin Phoenix, Amy Adams        |
| 6.    | Robotzsaru               | RoboCop                    |            | José Padilha                | Joel Kinnaman, Gary Oldman, Michael Keaton            |
| 6.    | Kísértés                 | Breathe In                 |            | Drake Doremus               | Guy Pearce, Felicity Jones, Kyle MacLachlan           |
| 6.    | Kertvárosi bordély       | Concussion                 |            | Stacie Passon               | Robin Weigert, Maggie Siff, Johnathan Tchaikovsky     |
| 6.    | Nyárutó                  | Labor Day                  |            | Jason Reitman               | Kate Winslet, Dylan Minnette, Josh Brolin             |
| 6.    | A nimfomániás, 2. rész   | Nymphomaniac Part Two      |            | Lars von Trier              | Shia LaBeouf, Charlotte Gainsbourg, Connie Nielsen    |
| 6.    | A Lego-kaland            | The Lego Movie             |            | Phil Lord, Chris Miller     | Chris Pratt, Elizabeth Banks, Will Ferrell            |
| 6.    | Háború angyalai          | Angel of the Skies         |            | Christopher-Lee dos Santos  | Nicholas Van Der Bijl, Brad Backhouse, Adam Boys      |
| 13.   | Téli mese                | Winter's Tale              |            | Akiva Goldsman              | Colin Farrell, Jessica Brown-Findlay, Matthew Bomer   |
| 13.   | Végtelen szerelem        | Endless Love               |            | Shana Feste                 | Gabriella Wilde, Emma Rigby, Alex Pettyfer            |
| 13.   | Megdönteni Hajnal Tímeát | Megdönteni Hajnal Tímeát   |            | Herczeg Attila              | Osvárt Andrea, Simon Kornél, Szabó Simon              |
| 13.   | Justin Bieber – Believe  | Justin Bieber – Believe    |            | Jon M. Chu                  | Justin Bieber, Scooter Braun, Ryan Good               |
| 13.   | Eltűnő hullámok          | Vanishing Waves            |            | Kristina Buozyte            | Marius Jampolskis, Jurga Jutaite, Rudolfas Jansonas   |
| 20.   | Pompeji                  | Pompeji                    |            | Paul Anderson               | Kit Harington, Emily Browning, Jared Harris           |
| 20.   | Műkincsvadászok          | The Monuments Men          |            | George Clooney              | George Clooney, Matt Damon, Cate Blanchett            |
| 20.   | Bűbáj és kéjelgés        | Las brujas de Zugarramurdi |            | Álex de la Iglesia          | Hugo Silva, Mario Casas, Pepón Nieto                  |
| 20.   | A Plebejus herceg        | Il principe abusivo        |            | Alessandro Siani            | Alessandro Siani, Christian De Sica, Sarah Felberbaum |
| 20.   | Maisie tudja             | What Maisie Knew           |            | Scott McGehee, David Siegel | Alexander Skarsgard, Julianne Moore, Steve Coogan     |
| 20.   | A titokzatos szerető     | The Invisible Woman        |            | Ralph Fiennes               | Ralph Fiennes, Felicity Jones, Michelle Fairley       |
| 27.   | Non-Stop                 | Non-Stop                   |            | Jaume Collet-Serra          | Liam Neeson, Julianne Moore, Anson Mount              |
| 27.   | Csajkeverők              | That Awkward Moment        |            | Tom Gormican                | Zac Efron, Miles Teller, Imogen Poots                 |
| 27.   | Apáim története          | Stories We Tell            |            | Sarah Polley                | Michael Polley, Harry Gulkin, Susy Buchan             |
| 27.   | Texas hercege            | Prince Avalanche           |            | David Gordon Green          | Paul Rudd, Emile Hirsch, Lance LeGault                |
| 27.   | Gyermekeink              | Á perdre la raison         |            | Joachim Lafosse             | Niels Arestrup, Tahar Rahim, Emilie Dequenne          |

### Március
| Dátum | Film címe                        | Eredeti cím                     | Filmstúdió | Rendező                         | Főszereplők                                               |
| ----- | -------------------------------- | ------------------------------- | ---------- | ------------------------------- | --------------------------------------------------------- |
| 6.    | Mielőtt meghaltam                | Dallas Buyers Club              |            | Jean-Marc Vallée                | Jared Leto, Matthew McConaughey, Jennifer Garner          |
| 6.    | 300: A birodalom hajnala         | 300: Rise of an Empire          |            | Noam Murro                      | Sullivan Stapleton, Eva Green, Rodrigo Santoro            |
| 6.    | Vámpírakadémia                   | Vampire Academy                 |            | Mark Waters                     | Olga Kurylenko, Sarah Hyland, Zoey Deutch                 |
| 6.    | A Föld után: Apokalipszis        | AE: Apocalypse Earth            |            | Thunder Levin                   | Adrian Paul, Richard Grieco, Bali Rodriguez               |
| 6.    | Hárommal több esküvő             | Tres bodas de más               |            | Javier Ruiz Caldera             | Martino Rivas, Quim Gutiérrez, Inma Cuesta                |
| 6.    | A hang ereje                     | One Chance                      |            | David Frankel                   | Jemima Rooper, James Corden, Colm Meaney                  |
| 6.    | Az ártatlanság virágai           | Grzeli nateli dgeebi            |            | Nana Ekvtimishvili, Simon Groá  | Lika Babluani, Mariam Bokeria, Zurab Gogaladze            |
| 6.    | Idegen a tónál                   | L'inconnu du lac                |            | Alain Guiraudie                 | Pierre Deladonchamps, Christophe Paou, Patrick d'Assumcao |
| 6.    | Couch Surf                       | Couch Surf                      |            | Dyga Zsombor                    | Hámori Gabriella, Fullajtár Andrea, Pető Kata             |
| 13.   | Need for Speed                   | Need for Speed                  |            | Scott Waugh                     | Aaron Paul, Dominic Cooper, Sir Maejor                    |
| 13.   | 3 nap a halálig                  | Three Days to Kill              |            | Joseph McGinty Mitchell         | Kevin Costner, Hailee Steinfeld, Amber Heard              |
| 13.   | Szerelem a felhők felett         | Amour & turbulences             |            | Alexandre Castagnetti           | Ludivine Sagnier, Nicolas Bedos, Jonathan Cohen           |
| 13.   | Nyomtalanul                      | Kvinden i buret                 |            | Mikkel Norgaard                 | Nikolaj Lie Kaas, Fares Fares, Rasmus Botoft              |
| 13.   | Az apáca                         | La religieuse                   |            | Guillaume Nicloux               | Pauline Etienne, Isabelle Huppert, Louise Bourgoin        |
| 13.   | Vijay és én                      | Vijay and I                     |            | Sam Garbarski                   | Moritz Bleibtreu, Patricia Arquette, Danny Pudi           |
| 13.   | Názáreti Mária                   | Maria di Nazaret                |            | Giacomo Campiotti               | Alissa Jung, Paz Vega, Andreas Pietschmann                |
| 13.   | Mr. Peabody és Sherman kalandjai | Mr. Peabody & Sherman           |            | Rob Minkoff                     | Ty Burrell, Max Charles, Ariel Winter                     |
| 19.   | Barbie: A Gyöngyhercegnő         | Barbie: The Pearl Princess      |            |                                 |                                                           |
| 20.   | A beavatott                      | Divergent                       |            | Neil Burger                     | Shailene Woodley, Theo James, Kate Winslet                |
| 20.   | A Grand Budapest Hotel           | The Grand Budapest Hotel        |            | Wes Anderson                    | Ralph Fiennes, Tony Revolori, F. Murray Abraham           |
| 20.   | Pofázunk és végünk               | Ride Along                      |            | Tim Story                       | Ice Cube, Kevin Hart, John Leguizamo                      |
| 20.   | Walesa – A remény embere         | Walesa – Czlowiek z nadziei     |            | Andrzej Wajda                   | Robert Wieckiewicz, Agnieszka Grochowska, Iwona Bielska   |
| 20.   | Viharsarok                       | Viharsarok                      |            | Császi Ádám                     | Sütő András, Sebastian Urzendowsky, Varga Ádám            |
| 27.   | Noé                              | Noah                            |            | Darren Aronofsky                | Russell Crowe, Jennifer Connelly, Anthony Hopkins         |
| 27.   | Működik a kémia                  | Better Living Through Chemistry |            | Geoff Moore, David Posamentier  | Olivia Wilde, Sam Rockwell, Michelle Monaghan             |
| 27.   | Mr. Morgan utolsó szerelme       | Mr. Morgan's Last Love          |            | Sandra Nettelbeck               | Michael Caine, Clémence Poésy, Michelle Goddet            |
| 27.   | Szerelmem New York               | Nous York                       |            | Géraldine Nakache, Hervé Mimran | Le'la Bekhti, Géraldine Nakache, Manu Payet               |
| 27.   | Éljen a szabadság!               | Viva la liberta                 |            | Roberto Ando                    | Toni Servillo, Valerio Mastandrea, Valeria Bruni-Tedeschi |

### Április
| Dátum | Film címe                        | Eredeti cím                         | Filmstúdió | Rendező                      | Főszereplők                                                     |
| ----- | -------------------------------- | ----------------------------------- | ---------- | ---------------------------- | --------------------------------------------------------------- |
| 3.    | 9 hónap letöltendő               | 9 mois ferme                        |            | Albert Dupontel              | Albert Dupontel, Sandrine Kiberlain, Nicolas Marié              |
| 3.    | Házasokk                         | The Knot                            |            | Jesse Lawrence               | Noel Clarke, Matthew McNulty, Talulah Riley                     |
| 3.    | Nagytudásúak                     | Les profs                           |            | Pierre-François Martin-Laval | Christian Clavier, Isabelle Nanty, Pierre-François Martin-Laval |
| 3.    | A hasonmás                       | The Double                          |            | Richard Ayoade               | Jesse Eisenberg, Mia Wasikowska, Wallace Shawn                  |
| 3.    | Reszkessetek, kutyaütők!         | Alone for Christmas                 |            | Joseph J. Lawson             | Bill Pomeroy, David DeLuise, Kim Little                         |
| 10.   | Amerika Kapitány: A tél katonája | Captain America: The Winter Soldier |            | Anthony Russo, Joe Russo     | Chris Evans, Sebastian Stan, Scarlett Johansson                 |
| 10.   | Isten fia                        | Son of God                          |            | Christopher Spencer          | Roma Downey, Diogo Morgado, Louise Delamere                     |
| 10.   | Lány kilenc parókával            | Heute bin ich blond                 |            | Marc Rothemund               | Lisa Tomaschewsky, Karoline Teska, David Rott                   |
| 10.   | Rio 2.                           | Rio 2                               |            | Carlos Saldanha              | Anne Hathaway, Jesse Eisenberg, Leslie Mann                     |
| 17.   | Transzcendens                    | Transcendence                       |            | Wally Pfister                | Johnny Depp, Kate Mara, Rebecca Hall                            |
| 17.   | Joe                              | Joe                                 |            | David Gordon Green           | Nicolas Cage, Tye Sheridan, Heather Kafka                       |
| 17.   | Halhatatlan szeretők             | Only Lovers Left Alive              |            | Jim Jarmusch                 | Tom Hiddleston, Tilda Swinton, Mia Wasikowska                   |
| 17.   | Halálos mélység                  | Pioneer                             |            | Erik Skjoldbjaerg            | Wes Bentley, Jonathan LaPaglia, Stephen Lang                    |
| 17.   | Saint-Tropez-ban történt         | Des gens qui s'embrassent           |            | Daniéle Thompson             | Eric Elmosnino, Lou de Laage, Kad Merad                         |
| 17.   | Angélique                        | Angélique                           |            | Ariel Zeitoun                | Nora Arnezeder, Gérard Lanvin, Florence Coste                   |
| 24.   | A csajok bosszúja                | The Other Woman                     |            | Nick Cassavetes              | Cameron Diaz, Leslie Mann, Kate Upton                           |
| 24.   | Veszélyzóna                      | Brick Mansions                      |            | Camille Delamarre            | Paul Walker, Robert Maillet, David Belle                        |
| 24.   | Az elnémultak                    | The Quiet Ones                      |            | John Pogue                   | Jared Harris, Sam Claflin, Olivia Cooke                         |
| 24.   | Borgman                          | Borgman                             |            | Alex van Warmerdam           | Jan Bijvoet, Hadewych Minis, Jeroen Perceval                    |
| 24.   | Százkarátos szerelem             | Love Punch                          |            | Joel Hopkins                 | Emma Thompson, Pierce Brosnan, Timothy Spall                    |
| 24.   | Amazónia                         | Amazonia                            |            | Thierry Ragobert             |                                                                 |
| 24.   | Göndör fürtök                    | Pelo malo                           |            | Mariana Rondón               | Beto Benites, Samantha Castillo, Samuel Lange Zambrano          |
| 24.   | Aura                             | Aura                                |            | Bernáth Zsolt                | Dubai Péter, Kapócs Panka, Szénási Kristóf, Ungvár Ádám         |

### Május
| Dátum | Film címe                       | Eredeti cím                        | Filmstúdió | Rendező                           | Főszereplők                                           |
| ----- | ------------------------------- | ---------------------------------- | ---------- | --------------------------------- | ----------------------------------------------------- |
| 1.    | A csodálatos Pókember 2.        | The Amazing Spider-Man 2           |            | Marc Webb                         | Andrew Garfield, Emma Stone, Dane DeHaan              |
| 1.    | A szörny mentőakció             | Escape from Planet Earth           |            | Callan Brunker                    | Rob Corddry, Sarah Jessica Parker, Jessica Alba       |
| 1.    | Vérkötelék                      | Blood Ties                         |            | Guillaume Canet                   | Clive Owen, Billy Crudup, James Caan                  |
| 1.    | Bérgavallér                     | Fading Gigolo                      |            | John Turturro                     | Sharon Stone, Sofía Vergara, Woody Allen              |
| 1.    | Flörti dancing                  | Cuban Fury                         |            | James Griffiths                   | Rashida Jones, Chris O’Dowd, Wendi McLendon-Covey     |
| 1.    | Tessék mosolyogni!              | Gaigimet                           |            | Rusudan Chkonia                   | Ia Sukhitashvili, Gia Roinishvili, Olga Babluani      |
| 1.    | Szent Charbel – A szív csendje  | Saint Charbel                      |            | Nabil Lebbos                      | Antoine Balabane, Elie Mitri, Julia Kassar            |
| 8.    | Már megint lakótársat keresünk  | Casse-tete chinois                 |            | Cédric Klapisch                   | Romain Duris, Audrey Tautou, Cécile De France         |
| 8.    | Az eltűnés sorrendjében         | Kraftidioten                       |            | Hans Petter Moland                | Stellan Skarsgård, Bruno Ganz, Kristofer Hivju        |
| 8.    | Magányos szerelmesek            | Salvo                              |            | Fabio Grassadonia, Antonio Piazza | Saleh Bakri, Luigi Lo Cascio, Sara Serraiocco         |
| 8.    | Violetta – A koncert            | Violetta: La emoción del concierto |            | Matthew Amos                      | Diego Dominguez, Lodovica Comello, Mercedes Lambre    |
| 8.    | Visszatérés Óz birodalmába      | Legends of Oz: Dorothy's Return    |            | Will Finn, Dan St. Pierre         | Patrick Stewart, Lea Michele, Dan Aykroyd             |
| 8.    | Fuss, fiú!                      | Lauf Junge Lauf                    |            | Lauf Junge Lauf                   | Jeanette Hain, Itay Tiran, Zbigniew Zamachowski       |
| 8.    | Kenau                           | Kenau                              |            | Maarten Treurniet                 | Monic Hendrickx, Lisa Smit, Barry Atsma               |
| 15.   | Rossz szomszédság               | Neighbors                          |            | Nicholas Stoller                  | Zac Efron, Rose Byrne, Seth Rogen                     |
| 15.   | Godzilla                        | Godzilla                           |            | Gareth Edwards                    | Elizabeth Olsen, Bryan Cranston, Aaron Taylor-Johnson |
| 15.   | Llewyn Davis világa             | Inside Llewyn Davis                |            | Ethan Coen, Joel Coen             | Oscar Isaac, Carey Mulligan, Justin Timberlake        |
| 15.   | Populaire kisasszony            | Populaire                          |            | Régis Roinsard                    | Romain Duris, Déborah Francois, Bérénice Bejo         |
| 22.   | X-Men: Az eljövendő múlt napjai | X-Men: Days of Future Past         |            | Bryan Singer                      | Hugh Jackman, James McAvoy, Michael Fassbender        |
| 22.   | Grace – Monaco csillaga         | Grace of Monaco                    |            | Olivier Dahan                     | Nicole Kidman, Paz Vega, Milo Ventimiglia             |
| 22.   | Dollár, kanna, szerelem         | The Brass Teapot                   |            | Ramaa Mosley                      | Alexis Bledel, Alia Shawkat, Michael Angarano         |
| 22.   | Mr. Jones                       | Mr. Jones                          |            | Karl Mueller                      | Jon Foster, Sarah Jones, Mark Steger                  |
| 29.   | A holnap határa                 | Edge of Tomorrow                   |            | Doug Liman                        | Tom Cruise, Emily Blunt, Lara Pulver                  |
| 29.   | Másnaposok szerencséje          | Walk of Shame                      |            | Steven Brill                      | Elizabeth Banks, James Marsden, Oliver Hudson         |
| 29.   | Csúnya, gonosz bácsik           | Big Bad Wolves                     |            | Aharon Keshales, Navot Papushado  | Lior Ashkenazi, Rotem Keinan, Tzahi Grad              |
| 29.   | Hosszú út lefelé                | A Long Way Down                    |            | Pascal Chaumeil                   | Aaron Paul, Imogen Poots, Toni Collette               |
| 29.   | Az ötödik kerék                 | L'ultima ruota del carro           |            | Giovanni Veronesi                 | Elio Germano, Alessandra Mastronardi, Ricky Memphis   |

### Június
| Dátum | Film címe                                            | Eredeti cím                                           | Filmstúdió | Rendező                     | Főszereplők                                        |
| ----- | ---------------------------------------------------- | ----------------------------------------------------- | ---------- | --------------------------- | -------------------------------------------------- |
| 5.    | Demóna                                               | Maleficent                                            |            | Robert Stromberg            | Angelina Jolie, Elle Fanning, Sharlto Copley       |
| 5.    | A Szépség és a Szörnyeteg                            | La belle et la béte                                   |            | Christophe Gans             | Vincent Cassel, Léa Seydoux, Eduardo Noriega       |
| 5.    | Készen állsz Helenre?                                | Feuchtgebiete                                         |            | David Wnendt                | Carla Juri, Christoph Letkowski, Peri Baumeister   |
| 5.    | Csillagainkban a hiba                                | The Fault in Our Stars                                |            | Josh Boone                  | Shailene Woodley, Ansel Elgort, Nat Wolff          |
| 5.    | Volt egyszer egy erdő                                | Il était une foret                                    |            | Luc Jacquet                 | Francis Hallé, Michel Papineschi                   |
| 5.    | A 100 éves ember, aki kimászott az ablakon és eltűnt | Hundraaringen som klev ut genom fönstret och försvann |            | Felix Herngren              | Robert Gustafsson, Iwar Wiklander, David Wiberg    |
| 5.    | Fekete leves                                         | Fekete leves                                          |            | Novák Erik                  | Luca Bercovici, Tóth Orsolya, Szabó Simon          |
| 12.   | Hogyan rohanj a veszTEDbe                            | A Million Ways to Die in the West                     |            | Seth MacFarlane             | Seth MacFarlane, Charlize Theron, Liam Neeson      |
| 12.   | Fehér isten                                          | Fehér isten                                           |            | Mundruczó Kornél            | Psotta Zsófia, Zsótér Sándor, Horváth Lili         |
| 12.   | Vivian Maier nyomában                                | Vivian Maier nyomában                                 |            | John Maloof, Charlie Siskel | Charlie Siskel, Mary Ellen Mark, Phil Donahue      |
| 12.   | Mesterséges mennyországok                            | Paraísos Artificiais                                  |            | Marcos Prado                | Nathalia Dill, Luca Bianchi, Lívia de Bueno        |
| 12.   | Ítélet Magyarországon                                | Judgment in Hungary                                   |            | Hajdú Eszter                |                                                    |
| 19.   | Így neveld a sárkányodat 2.                          | How to Train Your Dragon 2                            |            | Dean Deblois                | Jay Baruchel, Gerard Butler, Kristen Wiig          |
| 19.   | Szél támad                                           | Kaze tachinu                                          |            | Mijazaki Hajao              | Anno Hideaki, Sida Mirai, Jun Kunimura             |
| 19.   | Mi vagyunk a legjobbak                               | Vi är bäst!                                           |            | Lukas Moodysson             | Mira Barkhammar, Mira Grosin, Liv LeMoyne          |
| 26.   | Transformers: A kihalás kora                         | Transformers: Age of Extinction                       |            | Michael Bay                 | Mark Wahlberg, Nicola Peltz, Stanley Tucci         |
| 26.   | Yves Saint Laurent                                   | Yves Saint Laurent                                    |            | Jalil Lespert               | Pierre Niney, Guillaume Gallienne, Charlotte Lebon |
| 26.   | A pokol kapujában                                    | Araf                                                  |            | Yesim Ustaoglu              | Neslihan Atagül, Baris Hacihan, Ízcan Deniz        |
| 26.   | Magyarok a Barcáért                                  | Magyarok a Barcáért                                   |            | Kocsis Tibor                |                                                    |

### Július
| Dátum | Film címe                          | Eredeti cím                              | Filmstúdió | Rendező                | Főszereplők                                                            |
| ----- | ---------------------------------- | ---------------------------------------- | ---------- | ---------------------- | ---------------------------------------------------------------------- |
| 3.    | Kavarás                            | Blended                                  |            | Frank Coraci           | Adam Sandler, Drew Barrymore, Wendi McLendon-Covey                     |
| 3.    | Istenek kalapácsa                  | Hammer of the Gods                       |            | Farren Blackburn       | Charlie Bewley, Clive Standen, James Cosmo                             |
| 10.   | Távozz tőlem, Sátán!               | Deliver Us From Evil                     |            | Scott Derrickson       | Eric Bana, Édgar Ramírez, Olivia Munn                                  |
| 10.   | Tengerre várva                     | V ozsidanyii morja (En attendant la mer) |            | Bahtyijor Hudojnazarov | Anasztaszija Mikulcsina, Dinmuhamed Ahimov, Jegor Berojev, Detlev Buck |
| 17.   | A majmok bolygója: Forradalom      | Dawn of the Planet of the Apes           |            | Matt Reeves            | Andy Serkis, Gary Oldman, Jason Clarke                                 |
| 17.   | A megtisztulás éjszakája: Anarchia | The Purge: Anarchy                       |            | James DeMonaco         | Michael K. Williams, Frank Grillo, Zach Gilford                        |
| 17.   | Repcsik: A mentőalakulat           | Planes: Fire & Rescue                    |            | Roberts Gannaway       | Dane Cook, Julie Bowen, Ed Harris                                      |
| 17.   | A pap gyermekei                    | Svecenikova djeca                        |            | Vinko Brešan           | Kresimir Mikic, Niksa Butijer, Marija Skaricic                         |
| 17.   | A házmester                        | Dans la cour                             |            | Pierre Salvadori       | Cathérine Deneuve, Gustave de Kervern, Adeline Moreau                  |
| 24.   | Herkules                           | Hercules                                 |            | Brett Ratner           | Dwayne Johnson, Irina Sajhliszlamova, John Hurt                        |
| 24.   | Szerelemre hangszerelve            | Begin Again                              |            | John Carney            | Keira Knightley, Mark Ruffalo, Hailee Steinfeld                        |
| 24.   | Micsoda nők!                       | Sous les jupes des filles                |            | Audrey Dana            | Isabelle Adjani, Alice Belaidi, Laetitia Casta                         |
| 24.   | Meteora                            | Meteora                                  |            | Spiros Stathoulopoulos | Theo Alexander, Tamila Koulieva-Karantinaki, Giorgos Karakantas        |
| 24.   | Carmina megoldja                   | Carmina o revienta                       |            | Paco León              | Carmina Barrios, María León, Paco Casaus                               |
| 31.   | Szexvideó                          | Sex Tape                                 |            | Jake Kasdan            | Cameron Diaz, Jason Segel, Rob Corddry                                 |
| 31.   | Frank                              | Frank                                    |            | Lenny Abrahamson       | Michael Fassbender, Domhnall Gleeson, Maggie Gyllenhaal                |
| 31.   | Országúti bosszú                   | The Rover                                |            | David Michod           | Guy Pearce, Robert Pattinson, Scoot McNairy                            |

### Augusztus
| Dátum | Film címe                                  | Eredeti cím                       | Filmstúdió | Rendező                        | Főszereplők                                           |
| ----- | ------------------------------------------ | --------------------------------- | ---------- | ------------------------------ | ----------------------------------------------------- |
| 7.    | Lucy                                       | Lucy                              |            | Luc Besson                     | Scarlett Johansson, Morgan Freeman, Analeigh Tipton   |
| 7.    | Csingiling és a kalóztündér                | Tinker Bell and the Pirate Fairy  |            | Peggy Holmes                   | Mae Whitman, Christina Hendricks, Tom Hiddleston      |
| 7.    | A vihar magja                              | Into the Storm                    |            | Steven Quale                   | Richard Armitage, Jeremy Sumpter, Sarah Wayne Callies |
| 7.    | A lázadás kora: Michael Kohlhaas legendája | Michael Kohlhaas                  |            | Arnaud des Palliéres           | Mads Mikkelsen, Mélusine Mayance, Delphine Chuillot   |
| 7.    | Herkules: Feltámadás                       | Hercules Reborn                   |            | Nick Lyon                      | John Hennigan, Christian Oliver, Marcus Shirock       |
| 7.    | A közös szenvedély                         | United Passions                   |            | Frédéric Auburtin              | Tim Roth, Sam Neill, Thomas Kretschmann               |
| 14.   | A galaxis őrzői                            | Guardians of the Galaxy           |            | James Gunn                     | Chris Pratt, Zoe Saldana, Bradley Cooper              |
| 14.   | Az élet ízei                               | The Hundred-Foot Journey          |            | Lasse Hallström                | Helen Mirren, Manish Dayal, Rohan Chand               |
| 14.   | A csodabogár                               | Zoran, il mio nipote scemo        |            | Matteo Oleotto                 | Giuseppe Battiston, Teco Celio, Rok Prasnikar         |
| 21.   | 22 Jump Street – A túlkoros osztag         | 22 Jump Street                    |            | Phil Lord, Chris Miller        | Channing Tatum, Jonah Hill, Ice Cube                  |
| 21.   | Sin City: Ölni tudnál érte                 | Sin City: A Dame to Kill For      |            | Frank Miller, Robert Rodríguez | Joseph Gordon-Levitt, Josh Brolin, Eva Green          |
| 21.   | Oculus                                     | Oculus                            |            | Mike Flanagan                  | Katee Sackhoff, Karen Gillan, Brenton Thwaites        |
| 21.   | Step Up – All In                           | Step Up - All In                  |            | Trish Sie                      | Alyson Stoner, Briana Evigan, Ryan Guzman             |
| 21.   | Villám és a varázsló                       | The House of Magic                |            | Jeremy Degruson, Ben Stassen   | Murray Blue, Doug Stone, Cinda Adams                  |
| 28.   | The Expendables – A feláldozhatók 3.       | The Expendables 3                 |            | Patrick Hughes                 | Sylvester Stallone, Arnold Schwarzenegger, Mel Gibson |
| 28.   | Tini nindzsa teknőcök                      | Teenage Mutant Ninja Turtles      |            | Jonathan Liebesman             | Megan Fox, Will Arnett, Johnny Knoxville              |
| 28.   | Az utolsó éjszaka Párizsban                | Diplomatie                        |            | Volker Schlöndorff             | André Dussollier, Niels Arestrup, Burghart Klauáner   |
| 28.   | Az üldözött                                | A Most Wanted Man                 |            | Anton Corbijn                  | Philip Seymour Hoffman, Willem Dafoe, Rachel McAdams  |
| 28.   | Bogyó és Babóca 3. - Játszótársak          | Bogyó és Babóca 3. - Játszótársak |            | M. Tóth Géza                   | Pogány Judit                                          |

### Szeptember
| Dátum | Film címe                                             | Eredeti cím                          | Filmstúdió                | Rendező              | Főszereplők                                            |
| ----- | ----------------------------------------------------- | ------------------------------------ | ------------------------- | -------------------- | ------------------------------------------------------ |
| 4.    | Szerelem a végzetem                                   | And So It Goes                       | Castle Rock Entertainment | Rob Reiner           | Michael Douglas, Diane Keaton, Sterling Jerins         |
| 4.    | Postás Pat – A mozifilm                               | Postman Pat: The Movie               | Classic Media             | Mike Disa            | Jim Broadbent, Jane Carr, Robin Atkin Downes           |
| 4.    | Heli                                                  | Heli                                 | Mantarraya Producciones   | Amat Escalante       | Armando Espitia, Andrea Vergara, Linda González        |
| 11.   | Az emlékek őre                                        | The Giver                            |                           | Phillip Noyce        | Brenton Thwaites, Jeff Bridges, Meryl Streep           |
| 11.   | Kamuzsaruk                                            | Let's Be Cops                        |                           | Luke Greenfield      | Jake Johnson, Damon Wayans Jr., Nina Dobrev            |
| 11.   | Ha maradnék                                           | If I Stay                            |                           | R. J. Cutler         | Chloe Grace Moretz, Jamie Blackley, Mireille Enos      |
| 11.   | Térkép a csillagokhoz                                 | Maps to the Stars                    |                           | David Cronenberg     | Sarah Gadon, John Cusack, Mia Wasikowska               |
| 11.   | Szuper-Hipochonder                                    | Supercondriaque                      |                           | Dany Boon            | Dany Boon, Alice Pol, Kad Merad                        |
| 11.   | Ida                                                   | Ida                                  |                           | Paweł Pawlikowski    | Agata Kulesza, Agata Trzebuchowska, Dawid Ogrodnik     |
| 11.   | Az ígéret földje                                      | La jaula de oro                      |                           | Diego Quemada-Diez   | Brandon López, Rodolfo Domínguez, Karen Martínez       |
| 11.   | Utóélet                                               | Utóélet                              |                           | Zomborácz Virág      | Kristóf Márton, Gálffi László, Petrik Andrea           |
| 11.   | Vikingek nyomában - tárlatvezetés a British Múzeumból | Vikings from the British Muzeum      |                           |                      |                                                        |
| 18.   | Az útvesztő                                           | The Maze Runner                      |                           | Wes Ball             | Dylan O’Brien, Will Poulter, Kaya Scodelario           |
| 18.   | Sráckor                                               | Boyhood                              |                           | Richard Linklater    | Ellar Coltrane, Patricia Arquette, Ethan Hawke         |
| 18.   | Született bűnözők                                     | Life of Crime                        |                           | Daniel Schechter     | Mos Def, John Hawkes, Jennifer Aniston                 |
| 18.   | Michel Houellebecq elrablása                          | L'enlevement de Michel Houellebecq   |                           | Guillaume Nicloux    | Michel Houellebecq, Mathieu Nicourt, Maxime Lefrancois |
| 25.   | A védelmező                                           | The Equalizer                        |                           | Antoine Fuqua        | Denzel Washington, Chloe Grace Moretz, Vladimir Kulich |
| 25.   | Delfines kaland 2.                                    | Dolphin Tale 2                       |                           | Charles Martin Smith | Morgan Freeman, Harry Connick Jr., Ashley Judd         |
| 25.   | T.S. Spivet különös utazása                           | The Young and Prodigious T.S. Spivet |                           | Jean-Pierre Jeunet   | Kyle Catlett, Helena Bonham Carter, Judy Davis         |
| 25.   | Szabadesés                                            | Szabadesés                           |                           | Pálfi György         | Molnár Piroska, Tenki Réka, Trill Zsolt                |
| 25.   | Maja, a méhecske                                      | Maya The Bee - The Movie             |                           | Alexs Stadermann     | Coco Jack Gillies, Kodi Smit-McPhee, Richard Roxburgh  |

### Október
| Dátum | Film címe                                | Eredeti cím                              | Filmstúdió | Rendező                           | Főszereplők                                               |
| ----- | ---------------------------------------- | ---------------------------------------- | ---------- | --------------------------------- | --------------------------------------------------------- |
| 2.    | Holtodiglan                              | Gone Girl                                |            | David Fincher                     | Ben Affleck, Rosamund Pike, Missi Pyle                    |
| 2.    | A séf                                    | Chef                                     |            | Jon Favreau                       | Jon Favreau, Scarlett Johansson, Sofía Vergara            |
| 2.    | A diadal - A harc elkezdődött            | The Triumph                              |            | Sean Bloomfield                   |                                                           |
| 2.    | Lavina                                   | Turist                                   |            | Ruben Östlund                     | Brady Corbet, Lisa Loven Kongsli, Clara Wettergren        |
| 2.    | Viktória - A zürichi expressz            | Viktoria: A Tale of Grace and Greed      |            | Men Lareida                       | Farkas Franciska, Stefanovics Angéla, Nagy Zsolt          |
| 2.    | Jacky's World                            | Jacky's World                            |            | Pánovics Rajmund                  | Jancsó Zoltán                                             |
| 9.    | November Man                             | The November Man                         |            | Roger Donaldson                   | Pierce Brosnan, Olha Kurilenko, Luke Bracey               |
| 9.    | Kétarcú január                           | The Two Faces of January                 |            | Hossein Amini                     | Kirsten Dunst, Viggo Mortensen, Oscar Isaac               |
| 9.    | Világok között                           | Zwischen Welten                          |            | Feo Aladag                        | Ronald Zehrfeld, Mohsin Ahmady, Saida Barmaki             |
| 9.    | Jobb, ha hallgatsz                       | Kill the Messenger                       |            | Michael Cuesta                    | Jeremy Renner, Mary Elizabeth Winstead, Michael Sheen     |
| 16.   | Annabelle                                | Annabelle                                |            | John R. Leonetti                  | Annabelle Wallis, Alfre Woodard, Eric Ladin               |
| 16.   | Vissza hozzád                            | The Best of Me                           |            | Michael Hoffman                   | Michelle Monaghan, James Marsden, Schuyler Fisk           |
| 16.   | Doboztrollok                             | The Boxtrolls                            |            | Graham Annable, Anthony Stacchi   | Isaac Hempstead-Wright, Elle Fanning, Ben Kingsley        |
| 16.   | A felvigyázó                             | Babysitting                              |            | Philippe Lacheau, Nicolas Benamou | Philippe Lacheau, Alice David, Vincent Desagnat           |
| 16.   | Senki szigete                            | Senki szigete                            |            | Török Ferenc                      | Jakab Juli, Mohai Tamás, Bánfalvi Eszter                  |
| 16.   | Szobrot Michael Jacksonnak!              | Spomenik Majklu Dzeksonu                 |            | Darko Lungulov                    | Dragan Bjelogrlic, Mirjana Karanovic, Ljubomir Bandovic   |
| 23.   | Harag                                    | Fury                                     |            | David Ayer                        | Brad Pitt, Logan Lerman, Scott Eastwood                   |
| 23.   | Az ismeretlen Drakula                    | Dracula Untold                           |            | Gary Shore                        | Luke Evans, Sarah Gadon, Dominic Cooper                   |
| 23.   | A bíró                                   | The Judge                                |            | David Dobkin                      | Robert Downey Jr., Vincent D’Onofrio, Leighton Meester    |
| 23.   | A kis Nicolas nyaral                     | Les vacances du petit Nicolas            |            | Laurent Tirard                    | Mathéo Boisselier, Valérie Lemercier, Kad Merad           |
| 23.   | Két nap, egy éjszaka                     | Deux jours, une nuit                     |            | Jean-Pierre és Luc Dardenne       | Marion Cotillard, Fabrizio Rongione, Pili Groyne          |
| 23.   | Leviathan                                | Leviathan                                |            | Andrey Zvyagintsev                | Vladimir Vdovichenkov, Aleksey Serebryakov, Elena Lyadova |
| 23.   | Fák jú, Tanár úr!                        | Fack ju Göhte                            |            | Bora Dagtekin                     | Elyas M’Barek, Karoline Herfurth, Katja Riemann           |
| 30.   | Sírok között                             | A Walk Among the Tombstones              |            | Scott Frank                       | Liam Neeson, Stephanie Andujar, Frank De Julio            |
| 30.   | Amnézia                                  | Before I Go to Sleep                     |            | Rowan Joffe                       | Nicole Kidman, Colin Firth, Mark Strong                   |
| 30.   | Kétéjszakás kaland                       | Two Night Stand                          |            | Max Nichols                       | Analeigh Tipton, Miles Teller, Jessica Szohr              |
| 30.   | Egy szerelem története: A nő             | The Disappearance of Eleanor Rigby       |            | Ned Benson                        | Jessica Chastain, James McAvoy, Viola Davis               |
| 30.   | Piszkos pénz                             | The Drop                                 |            | Michael R. Roskam                 | Tom Hardy, Noomi Rapace, James Gandolfini                 |
| 30.   | St. Vincent                              | St. Vincent                              |            | Theodore Melfi                    | Bill Murray, Naomi Watts, Chris O’Dowd                    |
| 30.   | VAN valami furcsa és megmagyarázhatatlan | VAN valami furcsa és megmagyarázhatatlan |            | Reisz Gábor                       | Ferenczik Áron, Horváth Miklós, Owczarek Tamás            |
| 30.   | Szavak nélkül                            | Chce sie zyc                             |            | Maciej Pieprzyca                  | Dawid Ogrodnik, Dorota Kolak, Arkadiusz Jakubik           |

### November
| Dátum | Film címe                                   | Eredeti cím                             | Filmstúdió | Rendező                         | Főszereplők |
| ----- | ------------------------------------------- | --------------------------------------- | ---------- | ------------------------------- | --- |
| 6.    | Csillagok között                            | Interstellar                            |            | Christopher Nolan               | Matthew McConaughey, Anne Hathaway, Jessica Chastain                                                                |
| 6.    | A zéró elmélet                              | The Zero Theorem                        |            | Terry Gilliam                   | Christoph Waltz, Mélanie Thierry, David Thewlis                                                                     |
| 6.    | Északiak: A viking saga                     | Northmen: A Viking Saga                 |            | Claudio Fah                     | Ryan Kwanten, Ed Skrein, Charlie Murphy                                                                             |
| 6.    | Tiltott táncok                              | Jimmy's Hall                            |            | Ken Loach                       | Barry Ward, Simone Kirby, Andrew Scott                                                                              |
| 13.   | Ló az erkélyen                              | Das Pferd auf dem Balkon                |            | Huseyin Tabak                   | Enzo Gaier, Nora Tschirner, Andreas Kiendl                                                                          |
| 13.   | Káprázatos holdvilág                        | Magic in the Moonlight                  |            | Woody Allen                     | Colin Firth, Simon McBurney, Catherine McCormack                                                                    |
| 13.   | Éjjeli féreg                                | Nightcrawler                            |            | Dan Gilroy                      | Jake Gyllenhaal, Rene Russo, Bill Paxton                                                                            |
| 13.   | John Wick                                   | John Wick                               |            | Chad Stahelski                  | Keanu Reeves, Adrianne Palicki, Bridget Regan                                                                       |
| 13.   | Jessabelle                                  | Jessabelle                              |            | Kevin Greutert                  | Sarah Snook, Mark Webber, Joelle Carter                                                                             |
| 13.   | Délibáb                                     | Délibáb                                 |            | Hajdu Szabolcs                  | Razvan Vasilescu, Török-Illyés Orsolya, Dragos Bucur                                                                |
| 20.   | Az éhezők viadala: A kiválasztott – 1. rész | The Hunger Games: Mockingjay - Part 1   |            | Francis Lawrence                | Jennifer Lawrence, Josh Hutcherson, Liam Hemsworth                                                                  |
| 20.   | Szerelmek, barátok, barbecue                | Barbecue                                |            | Eric Lavaine                    | Lambert Wilson, Franck Dubosc, Florence Foresti                                                                     |
| 20.   | Gibraltár                                   | Gibraltar                               |            | Julien Leclercq                 | Gilles Lellouche, Tahar Rahim, Riccardo Scamarcio                                                                   |
| 20.   | Zárt rendszer                               | Uklad zamkniety                         |            | Ryszard Bugajski                | Janusz Gajos, Kazimierz Kaczor, Wojciech Zoladkowicz                                                                |
| 20.   | Tir - A kamionsofőr                         | Tir                                     |            | Alberto Fasulo                  | Branko Zavrsan, Lucka Pockaj, Marijan Sestak                                                                        |
| 27.   | A Madagaszkár pingvinjei                    | The Penguins of Madagascar              |            | Simon J. Smith, Eric Darnell    | John Malkovich, Benedict Cumberbatch, Tom McGrath, Chris Miller, Conrad Vernon, Christopher Knights                 |
| 27.   | Drága Elza!                                 |                                         |            | Füle Zoltán                     | Makray Gábor, Bodor Géza, Varga Tamás, Ripli Zsuzsa                                                                 |
| 27.   | Egy szerelem története: a férfi             | The Disappearance of Eleanor Rigby: Him |            | Ned Benson                      | James McAvoy, Jessica Chastain, Katherine Waterston                                                                 |
| 27.   | Förtelmes főnökök 2.                        | Horrible Bosses 2                       |            | Sean Anders                     | Jason Bateman, Charlie Day, Jason Sudeikis, Jennifer Aniston, Kevin Spacey, Jamie Foxx, Chris Pine, Christoph Waltz |
| 27.   | Macbeth - a Shakespeare's Globe előadása    | Macbeth - at Shakespeare's Globe        |            | Eve Best                        | Joseph Millson, Moyo Akandé, Geoff Aymer, Bette Bourne                                                              |
| 27.   | Queen - Live in Montreal                    | Queen Rock Montreal & Live Aid          |            | Saul Swimmer                    | John Deacon, Freddie Mercury, Roger Taylor, Brian May                                                               |
| 27.   | Válólevél                                   | Gett                                    |            | Shlomi Elkabetz, Ronit Elkabetz | Simon Abkarian, Gabi Amrani, Dalia Beger, Shmil Ben Ari                                                             |
| 27.   | Zárt rendszer                               | Uklad zamkniety                         |            | Ryszard Bugajski                | Janusz Gajos, Kazimierz Kaczor, Wojciech Zoladkowicz, Robert Olech                                                  |

### December
| Dátum | Film címe                           | Eredeti cím                               | Filmstúdió                           | Rendező                        | Főszereplők                                                   |
| ----- | ----------------------------------- | ----------------------------------------- | ------------------------------------ | ------------------------------ | ------------------------------------------------------------- |
| 4.    | Swing                               | Swing                                     | Unio Film                            | Fazekas Csaba                  | Törőcsik Mari, Törőcsik Franciska, Csákányi Eszter            |
| 4.    | A fogoly                            | The Captive                               | Ego Film Arts                        | Atom Egoyan                    | Ryan Reynolds, Rosario Dawson, Scott Speedman                 |
| 11.   | Paddington                          | Paddington                                | StudioCanal                          | Paul King                      | Hugh Bonneville, Sally Hawkins, Julie Walters                 |
| 11.   | Exodus: Istenek és királyok         | Exodus: Gods and Kings                    | Scott Free Productions               | Ridley Scott                   | Christian Bale, Aaron Paul, Sigourney Weaver                  |
| 11.   | Dumb és Dumber kettyó               | Dumb and Dumber To                        | Universal Pictures                   | Peter Farrelly, Bobby Farrelly | Jim Carrey, Jeff Daniels, Laurie Holden                       |
| 11.   | Godard: Búcsú a nyelvtől            | Goodbye to language                       | Wild Bunch                           | Jean-Luc Godard                | Kamel Abdeli, Richard Chevallier, Zoé Bruneau                 |
| 18.   | A hobbit: Az öt sereg csatája       | The Hobbit: The Battle of the Five Armies | New Line Cinema, Metro-Goldwyn-Mayer | Peter Jackson                  | Martin Freeman, Ian McKellen, Luke Evans                      |
| 18.   | Szexterápia                         | The Little Death                          | Head Gear Films                      | Josh Lawson                    | Bojana Novaković, Ben Lawson, Josh Lawson                     |
| 18.   | Zűrös olasz esküvő                  | Un matrimonio da favola                   | Italian International Film           | Carlo Vanzina                  | Osvárt Andrea, Luca Angeletti, Francesco Cataldo              |
| 18.   | Eszeveszett mesék                   | Wild Tales                                | El Deseo                             | Damián Szifron                 | Ricardo Darín, Leonardo Sbaraglia, Darío Grandinetti          |
| 18.   | Válás francia módra                 | L’ex de ma vie                            | Les films du 24                      | Dorothée Sebbagh               | Géraldine Nakache, Kim Rossi Stuart, Pascal Demolon           |
| 25.   | Éjszaka a múzeumban – A fáraó titka | Night at the Museum: Secret of the Tomb   | 20th Century Fox                     | Shawn Levy                     | Ben Stiller, Robin Williams, Ben Kingsley                     |
| 25.   | A hetedik fiú                       | Seventh Son                               | Warner Bros., Legendary Pictures     | Szergej Bodrov                 | Ben Barnes, Kit Harington, Julianne Moore                     |
| 25.   | Asterix – Az istenek otthona        | Astérix: Le domaine des dieux             | M6 Films                             | Louis Clichy, Alexandre Astier | Roger Carel, Guillaume Briat, Alain Chabat                    |
| 25.   | Fenegyerek                          | Son of a Gun                              | Screen Australia                     | Julius Avery                   | Ewan McGregor, Brenton Thwaites, Alicia Vikander, Jacek Koman |

## Moziban nem játszott filmek
- március 4. – Rossz vér (Wicked Blood)
- augusztus 19. – Az igazság védője (A Good Man)
- augusztus 22. – A herceg (The Prince)

## Díjak, fesztiválok
- 86. Oscar-gála

legjobb film: 12 év rabszolgaság
legjobb rendező: Alfonso Cuarón (Gravitáció)
legjobb férfi főszereplő: Matthew McConaughey (Mielőtt meghaltam)
legjobb női főszereplő: Cate Blanchett (Blue Jasmine)
legjobb férfi mellékszereplő: Jared Leto (Mielőtt meghaltam)
legjobb női mellékszereplő: Lupita Nyong'o (12 év rabszolgaság)
- 71. Golden Globe-gála

legjobb film (dráma): 12 év rabszolgaság
legjobb film (komédia vagy musical): Amerikai botrány
legjobb rendező: Alfonso Cuarón (Gravitáció)
legjobb színésznő (dráma): Cate Blanchett (Blue Jasmine)
legjobb színész (dráma): Matthew McConaughey (Mielőtt meghaltam)
legjobb színésznő (komédia vagy musical): Amy Adams (Amerikai botrány)
legjobb színész (komédia vagy musical): Leonardo DiCaprio (A Wall Street farkasa)
- 27. Európai Filmdíj-gála

legjobb film: Ida
legjobb filmvígjáték: Ne aggódj, a maffia csak nyáron öl
legjobb rendező: Paweł Pawlikowski – Ida
legjobb színésznő: Marion Cotillard – Két nap, egy éjszaka
legjobb színész: Timothy Spall – Mr. Turner
közönségdíj: Ida
- 39. César-díjátadó

legjobb film: Kilenc hónap letöltendő, rendezte: Albert Dupontel
legjobb külföldi film: Alabama és Monroe, rendezte:  Paolo Sorrentino
legjobb rendező: Roman Polański (Vénusz bundában)
legjobb színész: Guillaume Gallienne (Én, én és az anyám)
legjobb színésznő: Sandrine Kiberlain (Kilenc hónap letöltendő)
- 67. Cannes-i Fesztivál

Arany Pálma: Téli álom – rendező: Nuri Bilge Ceylan
nagydíj: Csodák – rendező: Alice Rohrwacher
a zsűri díja: Egy néma kiáltás – rendező: Mahamat-Saleh Haroun
Búcsú a nyelvtől  – rendező: Jean-Luc Godard
Mommy  – rendező: Xavier Dolan
legjobb rendezés díja: Foxcatcher – rendező: Bennett Miller
legjobb forgatókönyv díja: Leviatán – rendező: Oleg Negin és Andrej Zvjagincev
legjobb női alakítás díja: Julianne Moore  – Térkép a csillagokhoz
legjobb férfi alakítás díja: Timothy Spall - Mr. Turner
- 67. BAFTA-gála
- 34. Arany Málna-gála

## Halálozások
- január 1. – Juanita Moore, amerikai színésznő
- január 2. – Bernard Glasser, amerikai filmrendező, producer
- január 3. – Saul Zaentz, amerikai filmproducer

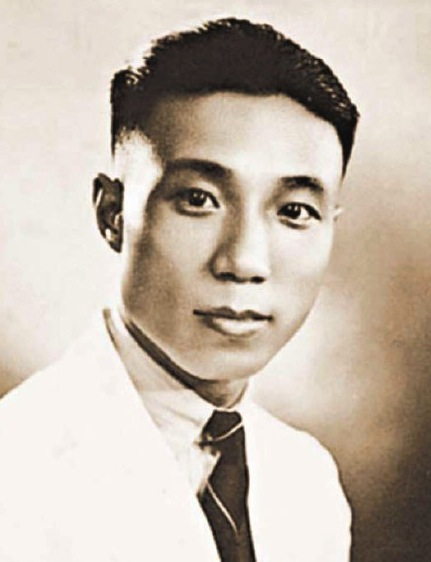
Run Run Shaw

- január 3. – Helyey László, Jászai Mari-díjas magyar színész
- január 5. – Senkálszky Endre, erdélyi magyar színész
- január 6. – Mónica Spear, venezuelai modell, színésznő
- január 7. – Run Run Shaw, kínai producer
- január 8. – Zborovszky Andrea, magyar színésznő
- január 9. – Věra Tichánková, cseh színésznő
- január 9. – Lorella De Luca, olasz színésznő
- január 11. – Arnoldo Foà, olasz színész
- január 12. – John Horsley, brit színész
- január 12. – Alexandra Bastedo, brit színésznő
- január 15. – Roger Lloyd-Pack, angol sorozatszínész
- január 16. – Dave Madden, kanadai születésű amerikai színész
- január 16. – Russell Johnson, amerikai színész
- január 22. – Carlo Mazzacurati, olasz filmrendező, forgatókönyvíró
- január 23. – Riz Ortolani, olasz filmzeneszerző
- január 23. – Ferrari Violetta, Jászai Mari-díjas magyar színésznő
- január 23. – Tom Sherak, amerikai producer
- január 30. – Arthur Rankin Jr., amerikai filmrendező, producer
- január 30. – The Mighty Hannibal, amerikai R&B, soul és funk énekes, zeneszerző, producer

Jancsó Miklós

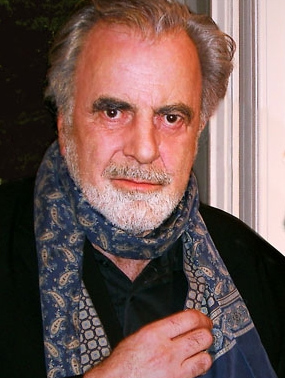
Maximilian Schell

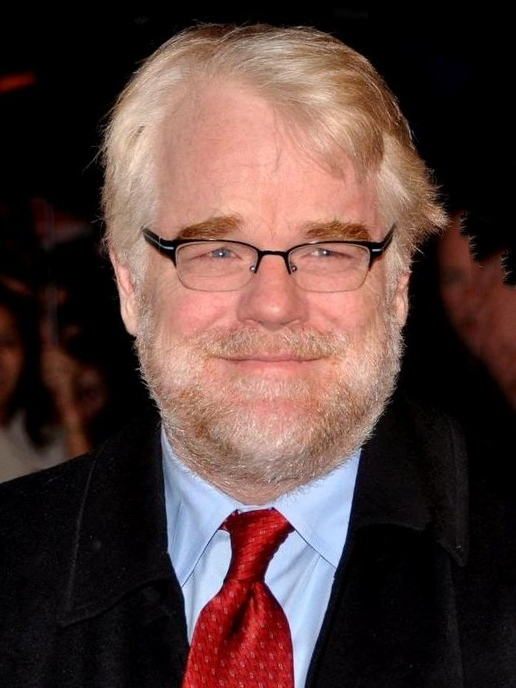
Philip Seymour Hoffman

- január 31. – Jancsó Miklós, kétszeres Kossuth-díjas és Balázs Béla-díjas filmrendező, forgatókönyvíró
- február 1. – Maximilian Schell, Oscar-díjas osztrák színész, filmrendező
- február 2. – Philip Seymour Hoffman, Oscar-díjas amerikai színész
- február 2. – Eduardo Coutinho, brazil filmrendező
- február 3. – Gloria Leonard, amerikai pornószínésznő
- február 3. – Richard Bull, amerikai színész
- február 5. – Czigány Tamás, Balázs Béla-díjas filmrendező
- február 7. – Christopher Barry, brit rendező
- február 9. – Gabriel Axel, dán filmrendező
- február 10. – Shirley Temple, amerikai gyerekszínész
- február 11. – Alice Babs, svéd énekesnő, színésznő
- február 12. – Sid Caesar, amerikai komikus, színész
- február 13. – Ralph Waite, amerikai színész
- február 14. – Remo Capitani, olasz színész
- február 20. – Berényi Gábor, Jászai Mari-díjas rendező
- február 21. – Đoko Rosić, szerb származású bolgár színész
- február 22. – Csala Zsuzsa, Jászai Mari-díjas színésznő
- február 24. – Harold Ramis, amerikai filmrendező, színész, forgatókönyvíró
- február 25. – Quentin Elias, francia énekes, színész, modell, pornószínész
- március 1. – Alain Resnais, francia filmrendező
- március 4. – Hacser Józsa, Jászai Mari-díjas színésznő
- március 4. – Vu Tien-ming, kínai filmrendező, producer
- március 5. – Gosztonyi János, Jászai Mari-díjas színész, rendező
- március 6. – Barbro Kollberg, svéd színésznő
- március 7. – Anatolij Boriszovics Kuznyecov, orosz színész
- március 12. – Věra Chytilová, cseh filmrendező
- március 15. – David Brenner, amerikai komikus, színész, író
- március 20. – Szakács Eszter, Jászai Mari-díjas színésznő
- március 21. – James Rebhorn, amerikai színész
- március 22. – Patrice Wymore, amerikai színésznő
- március 28. – Lorenzo Semple, Jr., forgatókönyvíró
- március 29. – Birgitta Valberg, svéd színésznő
- március 29. – Marc Platt, amerikai színész, balett-táncos
- március 31. – Frankie Knuckles, amerikai lemezlovas, producer
- április 4. – Szabó Gyula, Kossuth-díjas színművész, a Nemzet Színésze
- április 5. – John Pinette, amerikai színész
- április 6. – Mickey Rooney, amerikai filmszínész
- április 19. – Mimi Kok, holland színésznő
- április 23. – Fekete Tibor, Jászai Mari-díjas színművész
- április 24. – Michel Lang, francia filmrendező

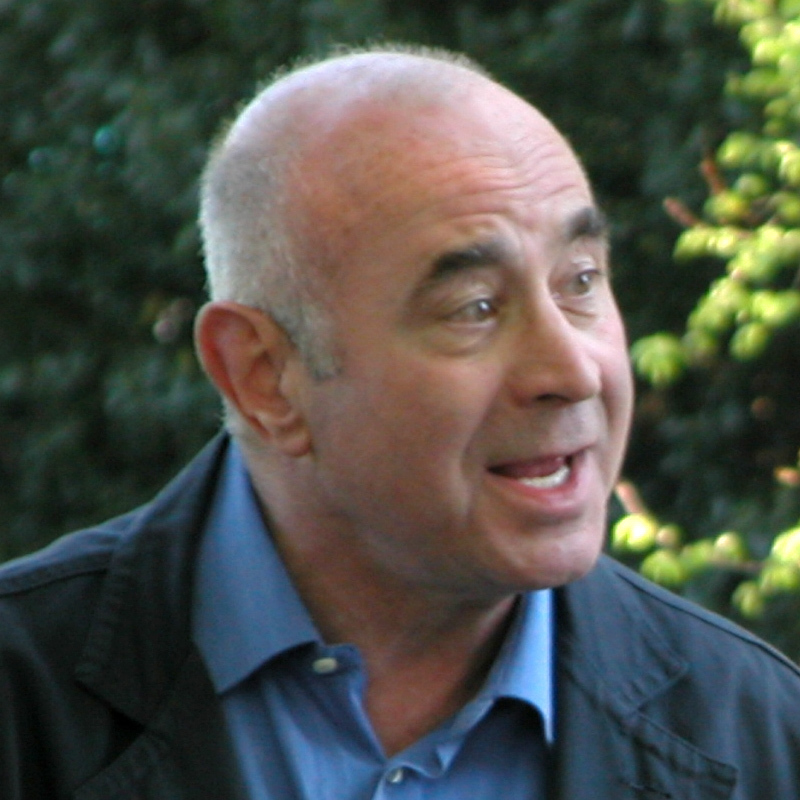
Bob Hoskins

- április 29. – Bob Hoskins, Golden Globe-díjas és Oscar-díjra jelölt angol színész
- április 30. – Chris Harris, brit színész
- május 4. – Tatyjana Jevgenyjevna Szamojlova, szovjet-orosz színésznő
- május 7. – Tony Genaro, amerikai színész
- május 13. – Malik Bendjelloul, Oscar-díjas svéd dokumentum-filmrendező
- május 15. – Szécsényi Ferenc, Kossuth-díjas operatőr
- május 17. – Pándy Lajos, Jászai Mari-díjas színész
- május 18. – Gordon Willis, amerikai operatőr
- május 29. – Karlheinz Böhm, osztrák színész
- május 30. – Henning Carlsen, dán filmrendező
- június 4. – Neal Arden, angol színész
- június 5. – Don Davis, amerikai zenész, dalszövegíró, Grammy-díjas producer
- június 8. – Veronica Lazar, romániai születésű olasz színésznő

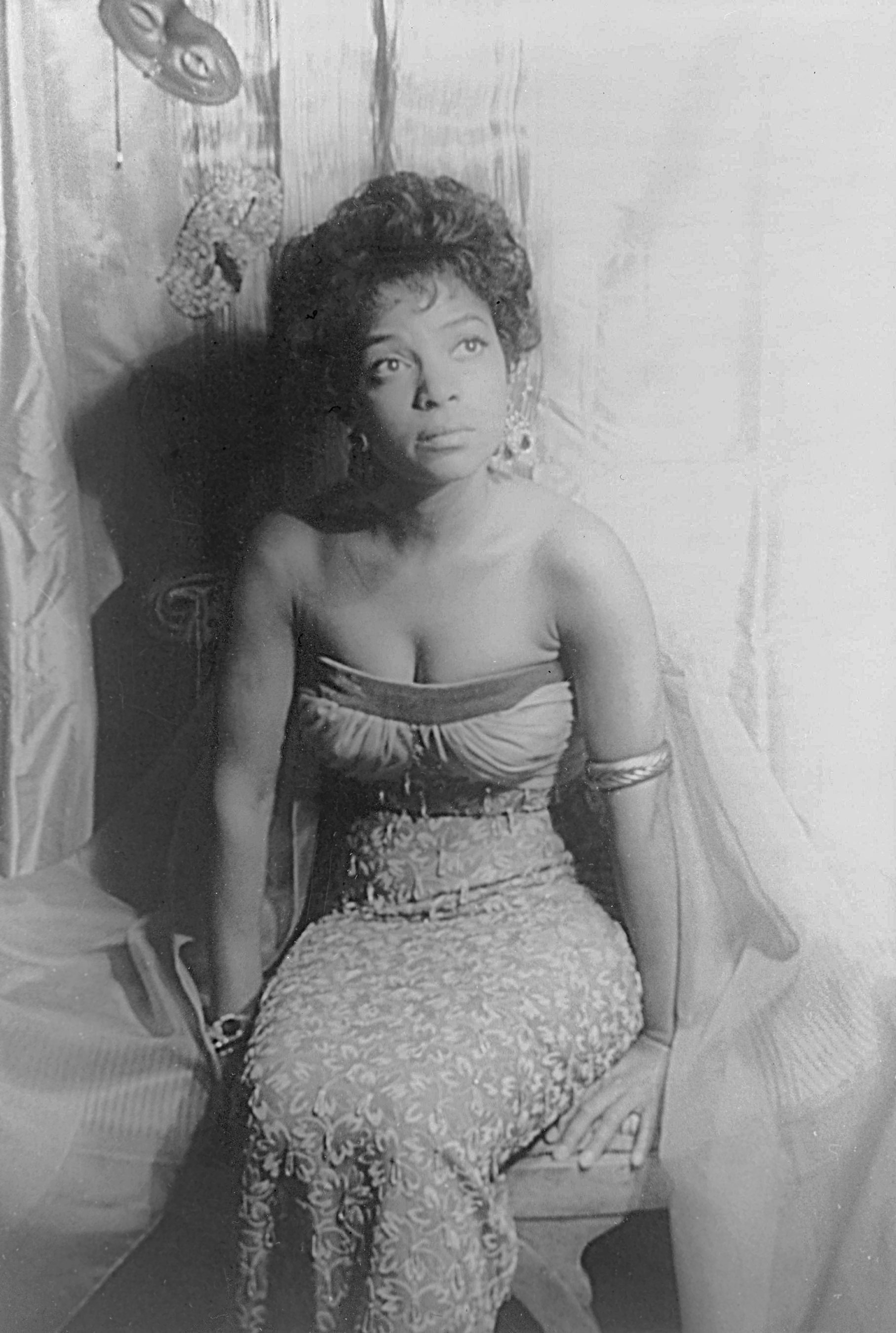
Ruby Dee

- június 11. – Ruby Dee, amerikai színésznő
- június 12. – Carla Laemmele amerikai színész- és táncosnő
- június 14. – Terry Richards amerikai kaszkadőr, színész
- június 14. – Sam Kelly brit színész
- június 16. – Bósy Anna erdélyi magyar színésznő
- június 23. – Małgorzata Braunek lengyel színésznő
- június 24. – Eli Wallach amerikai színész
- június 29. – Dermot Healy ír író, költő, forgatókönyvíró
- július 6. – Dave Legeno brit színész, a Harry Potter filmek vérfarkasa
- július 7. – Bora Todorović szerb színész
- július 11. – Tommy Ramone magyar származású amerikai zenész, producer
- július 18. – Dietmar Schönherr osztrák színész
- július 19. – Phanna Ritthikraj thai kaszkadőr, harckoreográfus, színész, rendező, forgatókönyvíró
- július 19. – James Garner amerikai színész
- augusztus 6. – Bajor Imre magyar színész
- augusztus 8. – J. J. Murphy északír színész
- augusztus 8. – Menahem Golan izraeli filmrendező, producer
- augusztus 9. – Charles Keating Emmy-díjas brit színész
- augusztus 11. – Robin Williams Oscar-díjas amerikai színész
- augusztus 12. – Halasi Erzsébet erdélyi magyar színésznő
- augusztus 12. – Lauren Bacall Golden Globe-díjas amerikai filmszínésznő
- augusztus 19. – Brian G. Hutton amerikai színész, filmrendező
- augusztus 24. – Richard Attenborough Oscar-díjas brit színész, rendező, producer
- szeptember 4. – Donatas Banionis szovjet-litván színész
- szeptember 5. – Balogh Emese magyar színésznő és szinkronszínész
- szeptember 9. – Kézdi-Kovács Zsolt magyar filmrendező

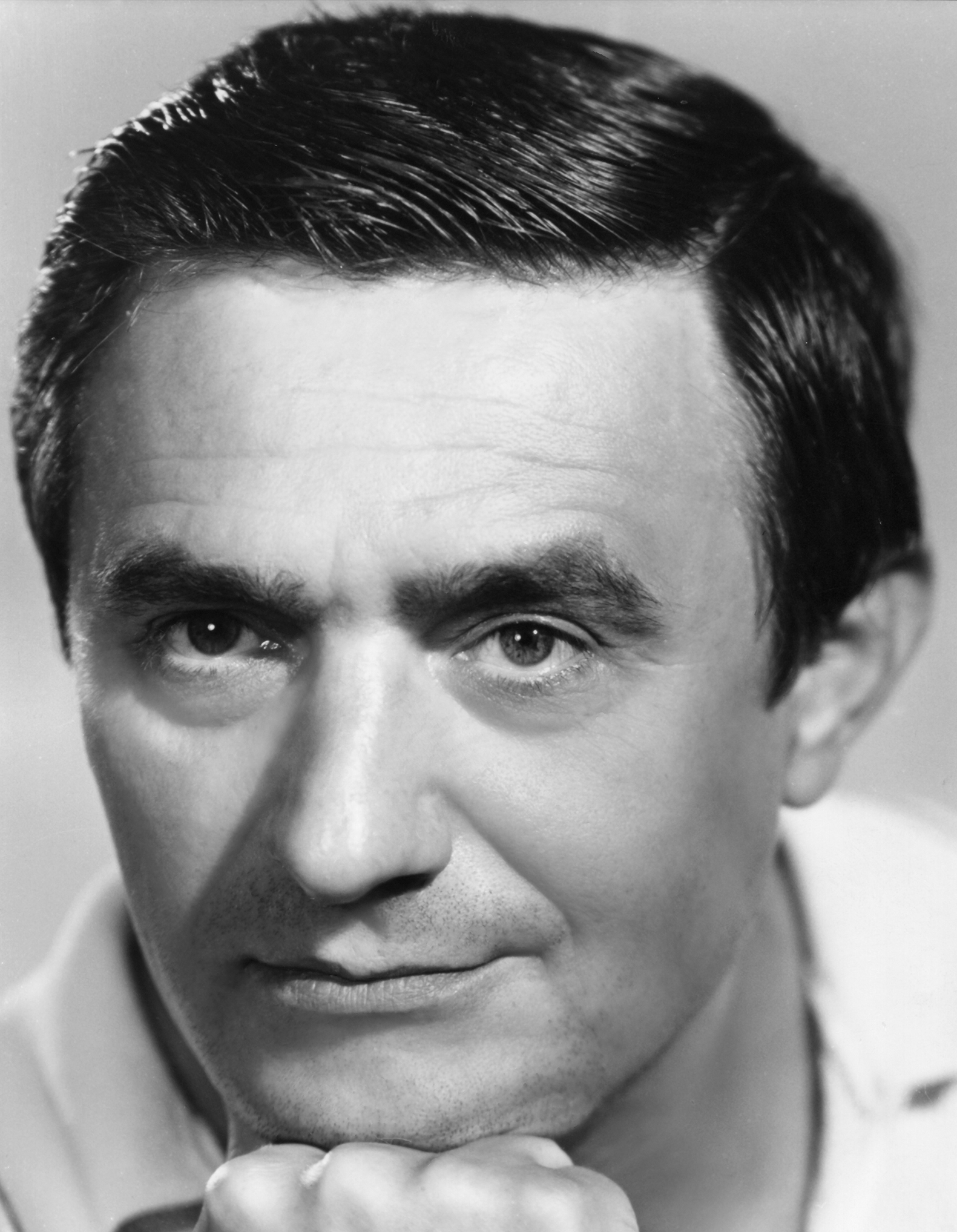
Avar István

- szeptember 12. – Sztankay István Kossuth-díjas magyar színművész, A Nemzet Színésze
- szeptember 13. – Avar István Kossuth-díjas magyar színművész, A Nemzet Színésze
- október 5. – Jurij Petrovics Ljubimov orosz színész, rendező
- október 7. – Császár Gyöngyi magyar színésznő
- október 7. – Bokor Péter magyar filmrendező, író
- október 10. – Fülöp Zsigmond Jászai Mari-díjas magyar színész
- október 15. – Marie Dubois francia színésznő
- október 20. – Lilli Carati olasz fotómodell, filmszínésznő, pornószínésznő
- november 4. – Margitai Ági Kossuth-díjas színművésznő
- november 5. – Alekszej Gyevotcsenko orosz színész, ellenzéki közéleti személyiség
- november 7. – Gera Zoltán Kossuth-díjas színész, a nemzet színésze
- november 12. – Warren Clarke brit színész
- november 18. – Goll Bea magyar színésznő, táncosnő
- november 19. – Mike Nichols német származású amerikai televízió-, színház- és filmrendező, forgatókönyvíró és filmproducer
- november 25. – Joanna Dunham angol színésznő
- november 27. – Stanisław Mikulski lengyel színész
- november 30. – Balikó Tamás magyar színész, rendező, színházigazgató
- december 18. – Ingvar Kjellson svéd színész

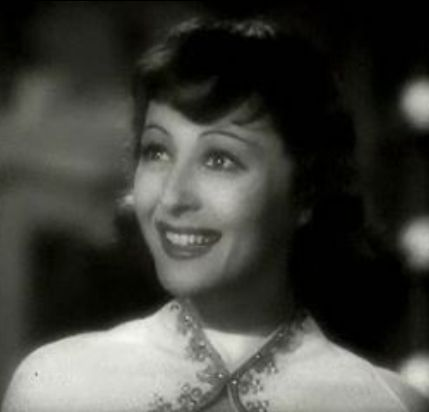
Luise Rainer

- december 18. – Virna Lisi olasz színésznő
- december 21. – Billie Whitelaw angol színésznő
- december 22. – Joseph Sargent amerikai filmrendező
- december 23. – Czakó Klára magyar színésznő
- december 30. – Erkel András film- és zenei producer
- december 30. – Luise Rainer kétszeres Oscar-díjas német-amerikai színésznő
- december 31. – Edward Herrmann amerikai színész